# 乔·科隆
约瑟夫·F·科隆（英語：Joseph F. Colone，1926年1月23日—2009年7月1日），美国NBA联盟前职业篮球运动员。